# Königsbergs voetbalkampioenschap 1904/05
In 1904/05 werd het eerste Königsbergs voetbalkampioenschap gespeeld, dat georganiseerd werd door de Königsbergse voetbalbond. FC 1900 Königsberg werd kampioen. De club nam nog niet deel aan verdere regionale eindrondes. 

## Eindstand
| Plaats | Club                                | Wed. | W | G | V | Saldo | Ptn  |
| ------ | ----------------------------------- | ---- | - | - | - | ----- | ---- |
| 1.     | FC 1900 Königsberg                  | 6    | 5 | 1 | 0 | 24:6  | 11:1 |
| 2.     | SC Ostpreußen 1902 Königsberg       | 3    | 1 | 0 | 2 | 3:7   | 2:4  |
| 3.     | Sportzirkel Samland 1904 Königsberg | 3    | 0 | 2 | 1 | 2:6   | 2:4  |
| 4.     | FC Prussia 1904 Königsberg          | 4    | 0 | 1 | 3 | 2:12  | 1:7  |

|  | Kampioen |